# Pardamean Sibisa
Pardamean Sibisa is een bestuurslaag in het regentschap Toba Samosir van de provincie Noord-Sumatra, Indonesië. Pardamean Sibisa telt 820 inwoners (volkstelling 2010).